# Yasser Larouci
Yasser Larouci, né le 1er janvier 2001 à El Oued en Algérie, est un footballeur international algérien, qui évolue au poste d'arrière gauche à Watford FC, en prêt de l'ESTAC Troyes.

## Biographie

### En club
Yasser Larouci commence le football à Rouen, puis est ensuite repéré par Le Havre, où il s'affirme dans les équipes de jeunes, devenant entre autres le capitaine de l'équipe des moins de 17 ans des Havrais.
Avec le club normand, il signe un accord de non-sollicitation l’empêchant de rejoindre un autre club français, sans toutefois parapher de contrat définitif, le laissant à 16 ans libre de partir à l'étranger, attirant ainsi le regard de plusieurs grand noms, à l'image de son prédécesseur Paul Pogba,.
L’intérêt de clubs comme Manchester United, Southampton et Liverpool est notamment annoncé par les médias,. Mais malgré des essais chez Southampton, c'est finalement le Liverpool FC qui attire définitivement le jeune algérien dans son centre de formation.
Arrivé du Havre comme ailier, il est reconverti au poste d'arrière gauche par le coach des moins de 18 ans de Liverpool Barry Lewtas, donnant pleinement satisfaction à ce dernier, et jouant un rôle clé dans le titre des liverpuldiens en FA Youth Cup.
C'est d'ailleurs à ce poste qu'il fait finalement ses débuts professionnels, le 5 janvier 2020 en FA Cup, contre l'Everton FC de Carlo Ancelotti. Entré en jeu à la place de James Milner, blessé dès la 9e minute, il réalise une performance solide dans ce derby remporté 1-0 par les Reds, privant son vis-à-vis Theo Walcott de tout espace en attaque,.

### En équipe nationale

#### Avec les équipes de France jeunes
Né en Algérie, Yasser Larouci est formé à Rouen en France où il est arrivé très jeune et possède la bi-nationalité franco-algérienne. Ainsi sélectionnable avec les deux équipes nationales, la FAF a selon les médias algériens déjà manifesté son intérêt pour la sélection du jeune joueur. C'est néanmoins de l'Équipe de France des moins de 19 ans qu'il reçoit en premier une convocation, peu après son premier match avec Liverpool. Cette convocation ne donne toutefois pas lieu à une sélection, Larouci étant entre-temps à nouveau appelé dans l'équipe première de Liverpool. Des sources annoncent même que le joueur viserait en définitive l'équipe d'Algérie.

#### Avec l'Algérie
Le 29 décembre 2023, il est retenu dans la liste des vingt-sept joueurs algériens sélectionnés par Djamel Belmadi pour disputer la Coupe d'Afrique des nations 2023 .

## Statistiques

### En club
| Saison                | Club                    | Championnat           | Championnat | Championnat | Championnat | Coupe nationale | Coupe nationale | Coupe nationale | Coupe de la Ligue | Coupe de la Ligue | Coupe de la Ligue | Total | Total | Total |
| Saison                | Club                    | Division              | M.          | B.          | P.d.        | M.              | B.              | P.d.            | M.                | B.                | P.d.              | M.    | B.    | P.d.  |
| 2019-2020             | Liverpool FC            | Premier League        | -           | -           | -           | 2               | 0               | 0               | 0                 | 0                 | 0                 | 2     | 0     | 0     |
| 2021-2022             | ESTAC Troyes            | Ligue 1               | 12          | 0           | 0           | 1               | 0               | 0               | -                 | -                 | -                 | 13    | 0     | 0     |
| 2022-2023             | ESTAC Troyes            | Ligue 1               | 30          | 1           | 1           | 1               | 0               | 0               | -                 | -                 | -                 | 31    | 1     | 1     |
| Sous-total            | Sous-total              | Sous-total            | 42          | 1           | 1           | 2               | 0               | 0               | -                 | -                 | -                 | 44    | 1     | 1     |
| 2023-2024             | Sheffield United (prêt) | Premier League        | 11          | 0           | 0           | 1               | 0               | 0               | 1                 | 0                 | 0                 | 13    | 0     | 0     |
| 2024-2025             | Watford FC (prêt)       | Championship          | 39          | 0           | 3           | 1               | 0               | 0               | 2                 | 0                 | 1                 | 42    | 0     | 4     |
| Total sur la carrière | Total sur la carrière   | Total sur la carrière | 92          | 1           | 4           | 6               | 0               | 0               | 3                 | 0                 | 1                 | 101   | 1     | 5     |

### En sélection nationale
| Saison                | Sélection             | Phases finales        | Phases finales | Phases finales | Phases finales | Éliminatoires CDM | Éliminatoires CDM | Éliminatoires CDM | Éliminatoires CAN | Éliminatoires CAN | Éliminatoires CAN | Matchs amicaux | Matchs amicaux | Matchs amicaux | Total | Total | Total |
| Saison                | Sélection             | Compétition           | M              | B              | Pd             | M                 | B                 | Pd                | M                 | B                 | Pd                | M              | B              | Pd             | M     | B     | Pd    |
| --------------------- | --------------------- | --------------------- | -------------- | -------------- | -------------- | ----------------- | ----------------- | ----------------- | ----------------- | ----------------- | ----------------- | -------------- | -------------- | -------------- | ----- | ----- | ----- |
| 2023-2024             | Algérie               | CAN 2023              | 0              | 0              | 0              | 1                 | 0                 | 0                 | -                 | -                 | -                 | 2              | 0              | 0              | 3     | 0     | 0     |
| Total sur la carrière | Total sur la carrière | Total sur la carrière | 0              | 0              | 0              | 1                 | 0                 | 0                 | -                 | -                 | -                 | 2              | 0              | 0              | 3     | 0     | 0     |

### Matchs internationaux
Le tableau suivant liste les rencontres de l'équipe d'Algérie dans lesquelles Yasser Larouci a été sélectionné depuis le 16 octobre 2023 jusqu'à présent.

## Distinctions personnelles
- Élu meilleur joueur du mois du ESTAC Troyes en janvier 2023